# Эффект ложной уникальности
Эффект ложной уникальности (англ. false uniqueness effect) — психологический феномен, заключающийся в тенденции индивида недооценивать распространённость среди других индивидов способностей и желательного или приносящего успех поведения, характерных для него.
Эффект является когнитивным искажением, то есть систематической ошибкой мышления в силу определённых обстоятельств. Например, если для индивида характерно уступать место в метро пожилым людям (социально желательное поведение), то он будет склонен недооценивать количество других индивидов, уступающих место в метро.
Такое искажённое восприятие распространённости своих положительных качеств позволяет индивиду более позитивно оценивать образ Я, поднимая, таким образом, свою самооценку. Индивиды более комфортно ощущают себя, если чувствуют свою уникальность.
Предполагается, что это следствие склонности индивидов чаще приписывать себе положительные качества, нежели отрицательные.
Чем более индивидуализировано поведение, тем охотнее индивид переоценивает его распространённость.
По своей сути эффект ложной уникальности противоположен эффекту ложного консенсуса. То есть, если индивид склонен переедать на ночь, то ему кажется, что так поступают многие люди (ложный консенсус), тогда как его привычка принимать контрастный душ по утрам будет казаться ему не очень распространённой среди других людей (ложная уникальность). Оба эффекта имеют влияние на воспринимаемый человеком образ себя, на его самооценку. В соответствии с этими эффектами индивиды более склонны расценивать наши отрицательные качества как норму, а положительные — как исключение.
Эффект ложной уникальности, эффект ложного консенсуса, а также ряд других эффектов являются частью такого феномена в социальной психологии, как «предрасположение в пользу своего Я». Данный феномен заключается в склонности индивида благосклонно относиться к себе.

## История
В 1988 году Джерри Сулз, Чой Ван и Гленн Сандерс опубликовали статью с описанием эффекта ложной уникальности. В данной статье речь шла о том, как люди воспринимают собственное поведение, связанное с поддержанием здоровья.
Участниками данного исследования были студенты мужского пола. Среди них были те, кто оценивали себя как следящих за собственным здоровьем (например, делают зарядку по утрам), и те, которые оценивали себя как не следящих за собственным здоровьем. Задачей заключалась в оценке доли людей, следящих за здоровьем, а также как доли людей, не следящих за своим здоровьем.
Результаты показали, что люди, склонные следить за собственным здоровьем, недооценивали количество людей, поступающих таким же образом.

## Исследования
В исследованиях ложная различимость индексируется путём сравнения процента людей, которых участники оценивают как имеющих подобное поведение, с фактической выборочной статистикой.

### Эффект Мохаммеда Али
В исследовании Allison et al.(1989) проверялось, распространяется ли эффект ложной уникальности только на оценку нравственного поведения или также на оценку интеллектуальных способностей. Было установлено: испытуемые чаще указывали, что они чаще других совершают более добрые и разумные поступки и реже других людей ведут себя плохо или глупо. Однако величина различий при оценке хороших и плохих поступков была выше, чем при оценке поступков умных и глупых. Авторы заключили, что люди чаще считают себя лучше и нравственнее других, но при этом не считают себя более умными, чем другие. Этот эффект был назван эффектом Мохаммеда Али.